# Реактивное сопротивление (психология)
Реактивное сопротивление — мотивационное состояние, возникающее в ситуации, когда какое-либо внешнее условие (другой человек, предложение или правило) ограничивает свободу или создает угрозу ограничения проявлений индивида. Главная задача такого поведения — восстановление утраченной или ограниченной свободы.
Реактивное сопротивление возникает, когда на человека оказывается давление с целью изменить его поведение, точку зрения, отношение к чему-либо. Обязательным условием для возникновения данного состояния является осознание факта оказываемого воздействия. Результатом обычно становится выбор индивидом запретного или ограниченного варианта, а также повышение его устойчивости к убеждениям.
Данный феномен иногда используется некоторыми специалистами (в сфере рекламы, политики, психологии) для разного рода манипуляций.
В качестве примера можно привести человека, регулярно и сознательно нарушающего общественный порядок с целью оказывать сопротивление власти, которая запрещает этот тип действий на законодательном уровне. Причём этому человеку не важны выгоды, которые такое поведение может ему принести, а также он не задумывается о личных ресурсах, которые он должен будет затратить на это дело.
Сам термин «реактивное сопротивление» был заимствован из физики.

## Теория
Теория психологического реактивного сопротивления была разработана Джеком Бремом для объяснения реакции людей на уменьшение степени личного контроля над ситуацией. Согласно этой теории, главное стремление человека — восстановление этого контроля. Всякий раз, когда что-то ограничивает выбор или лишает человека возможности выбрать, возникает потребность сохранения свободы. Это заставляет человека желать запрещенный объект или недоступную возможность действия значительно сильнее чем прежде.
Свобода рассматривается не как абстрактное понятие, а как внутреннее ощущение множества возможностей, которые связаны с реальным поведением, действиями, эмоциями и отношениями. Поведение считается свободным, если человек реализует его в настоящем или ожидает, что он сможет реализовать его в будущем. Любое событие, которое затрудняет осуществление человеческой свободы, представляет собой угрозу по отношению к ней.
Личная свобода выбирать, когда и каким образом управлять своим поведением, а также осведомлённость о степени собственной свободы влияют на возникновение психологической реактивности. Ситуация угрозы или действительное уменьшение поведенческих свобод воспринимаются человеком как некоторый сигнал к действию, вызов. Страх потерять свободу может привести человека к тому, что он попытается эту свободу вернуть через преодоление ограничений и активное противодействие влиянию, которое на него оказывается
При этом важно упомянуть, что феноменология реактивности не предполагает, что человек может знать о существовании данного явления. Когда люди осведомлены о том, что у них возникло реактивное сопротивление, то они могут проявлять большую самостоятельность в формировании дальнейшего поведения. Другими словами, если человек чувствует, что он имеет возможность делать то, что хочет, то у него не возникает необходимости делать что-то нежелательное для себя, опровергающее чужое мнение, правило или  действие.

## Экспериментальные исследования
Ключевые исследования, направленные на изучение данного феномена, приведены ниже.
Первый эксперимент был проведен Хаммоком и Бремом (1966). Ими исследовался вклад гендерных различий в данный феномен. В результате их исследования было показано, что мужчины больше всего хотели получить именно ту вещь, которая была для них недоступна. В то же время у женщин не было обнаружено данного феномена в поведении, несмотря на то, что их лишили свободы выбора, этот эффект совсем на них не действовал.
В 1981 году Бремом было проведено исследование реактивности и привлекательности недоступных объектов у детей. Исследовались половозрастные особенности проявлений этого феномена. Исследование показало, как дети реагируют на эту ситуацию недоступности объекта и что у детей также имеются мысли типа «у соседа трава зеленее». Также была показана способность детей смиряться с недоступностью объекта в случае, если ребёнок обесценивает недоступные для него вещи. Эта работа доказывает, что в случае, когда дети не имеют желаемого, они испытывают сильные эмоциональные переживания, так как знают о существовании объекта, который они не могут получить в свое распоряжение.
Хейлман (1976) провела эксперимент, в котором прохожему на улице предлагалось подписать некую петицию, при этом во время процедуры подписания испытуемые сталкивались с разными по степени препятствиями в этом процессе. Результат оказался следующим: чем более интенсивными были попытки препятствовать индивидам в подписании петиции, тем с большей вероятностью они склонялись к тому, чтобы её подписать.
Миллер с коллегами в 2007 провели исследование, в котором изучалось влияние формулировки сообщения на восприятие информации. Сообщение, которое предъявлялось испытуемым, было посвящено заботе о своём здоровье. Было показано, что если это сообщение оканчивалось фразой, направленной на восстановление свободы, смысл которой заключался в праве каждого выбирать, следовать ли в дальнейшем этим советам и как проживать собственную жизнь, то реактивное сопротивление у читателей уменьшалось. Также было обнаружено, что конкретные сообщения, которые были сформулированы с использованием наименьшего количества контролирующих слов, запоминались и воспринимались гораздо лучше абстрактных.

## Список литературы
1. Brehm, J. W. (1966). A theory of psychological reactance. Academic Press.
2. Brehm, S. S., & Brehm, J. W. (1981). Psychological Reactance: A Theory of Freedom and Control. Academic Press.
3. Miller, C. H., Lane, L. T., Deatrick, L. M., Young, A. M., & Potts, K. A. (2007). Psychological reactance and promotional health messages: The effects of controlling language, lexical concreteness, and the restoration of freedom. Human Communication Research, 33, 219—240.
4. Аронсон Э. Общественное животное. Введение в социальную психологию. изд. 7.; пер. с англ. — М.: Аспект Пресс, 1998. — 517 с
5. Майерс Д. Социальная психология. изд 7.; пер с англ. — СПб.: Питер, 1997. — 688 с.